# Elección presidencial de El Salvador de 1950
Las elecciones generales de El Salvador de 1950 fueron los días 26 y 29 de marzo de 1950. El resultado fue la victoria de Óscar Osorio en la elección presidencial, y para su partido PRUD en las elecciones legislativas.

## Proceso de Elección
Tras el derrocamiento del general Castaneda Castro en 1948, Se mantuvo un consejo revolucionario de gobierno presidido por los militares golpistas entre ellos se destacan los que serían los futuros presidentes de la república Oscar Osorio y José María Lemus, se fundaría el Partido Revolucionario de Unificación Democrática (PRUD) Inspirado en el Partido Revolucionario Institucional (PRI) de México ya que el coronel Osorio estudiaría algunos años en México y aprendería sobre dicha ideología del partido para aplicarla en El Salvador.
Se convocaron a elecciones pero solo dos candidatos estaban disputando la presidencia entre ellos, el oficialista coronel Oscar Osorio y el opositor y a la vez hijo del expresidente Francisco Menéndez,el Coronel José Ascencio Menéndez con su recién fundado Partido Acción Renovadora el partido acción renovadora fue un bloque ligado al Partido Comunista Salvadoreño, sin embargo la campaña Osorista estaba ligada a promesas populistas y a la vez respaldada por la oligarquía y grupos empresariales lo cual no tuvo eco en el candidato opositor, José Ascencio Menéndez poseía pasado político a diferencia de su contrincante pues trabajo durante el gobierno de Martínez y fue partícipe del Levantamiento Campesino de 1932 a través de las Guardias Cívicas que fue el escuadrón de la muerte que se usó para reprimir a los campesinos e indígenas, dicha campaña funcionaria y Osorio ganaría las elecciones.